# Asylmissbrauch
Asylmissbrauch (auch Asylbetrug genannt) ist ein deutschsprachiges politisches Schlagwort im Kontext von Debatten um Asyl/Asylrecht.
Es wurde besonders häufig in der deutschen Asyldebatte in den 1980er und frühen 1990er Jahren verwendet. In einem ähnlichen Sinn wurden als politische Schlagwörter auch die Begriffe „Scheinasylant“ oder „Asylschmarotzer“ seitens einiger Medien und Politiker benutzt.
Das Wort wurde bei der deutschen CDU, CSU, SPD und bei der österreichischen FPÖ, dem BZÖ sowie ÖVP und SPÖ in politischem Diskurs und Wahlkampf verwendet. Das Schlagwort wurde und wird ebenfalls von rechtsextremen Parteien wie der deutschen NPD, der (mittlerweile nicht mehr existierenden) DVU und der Pro-Bewegung sowie rechtskonservativen bzw. rechtspopulistischen Parteien wie der AfD und den Republikanern oder der heute bedeutungslosen Schweizer Auto-Partei verwendet. Mit Hilfe dieses Schlagwortes konnten Rechtsextremisten auch Gewalttaten gegen Asylsuchende und Menschen mit Migrationshintergrund legitimieren.

## Forschung zum Schlagwort
Der auf Diskursanalyse spezialisierte Germanist Martin Wengeler sieht im Schlagwort „Asylmissbrauch“ eine Realisierung eines „Missbrauchs-Topos“, den er im Diskurs über Einwanderung in der Bundesrepublik Deutschland als seit den 1980er-Jahren bedeutend ausmacht, auftretend zur Argumentation gegen Einwanderung. Dieser diene dazu, ausgehend von der tatsächlich vorhandenen Inanspruchnahme des Asylrechts durch Behauptung einer Realität, nämlich dass „ein Recht/ein Hilfsangebot o. ä. missbraucht wird“, die „Notwendigkeit einer Änderung des Asylrechts“ zu folgern.
Die Politikwissenschaftler Christoph Butterwegge und Gudrun Hentges untersuchten den Begriff „Asylmissbrauch“ unter dem Aspekt seiner Verwendung als Medienthema und der Verantwortung und dem Versagen von Journalisten durch Überstrapazierung des Begriffes.
Nach Ines Aftenberger stellt die Agitation gegen „Asylmissbrauch“ ein zentrales Thema in rechtsextremen Medien dar, etwa in der Zeitschrift Nation und Europa.

## Politischer Diskurs in Deutschland

### Asyldebatte
In Deutschland wurde die Asyldiskussion der 1980er-Jahre vom Begriff des Asylmissbrauchs und einer ständig wachsenden Zahl von als „Wirtschaftsflüchtlingen“ bezeichneten Personen geprägt. Zur Abhilfe forderte die SPD Maßnahmen zur Verfahrensbeschleunigung. Die SPD-Bundestagsfraktion betrachtete Sach- statt Geldleistungen, Visumszwang und ein befristetes Arbeitsverbot als notwendige Maßnahmen zur Eindämmung und Abschreckung unberechtigter Asylbewerber. Die CDU/CSU-Bundestagsfraktion formulierte noch unter der sozialliberalen Koalition 1982 als Ziel eines Antrags „Maßnahmen gegen Asylmissbrauch, um den Zustrom von Scheinasylanten und Wirtschaftsflüchtlingen zu stoppen“. Nach der Regierungsübernahme in der 10. Legislaturperiode ab 1983 durch die christlich-liberale Koalition schlug auch der stellvertretende FDP-Bundesvorsitzende Wolfgang Gerhardt 1986 angesichts steigender Asylbewerberzahlen, wachsender Unzufriedenheit in der Bevölkerung und der Absicht der Koalitionspartner CDU/CSU, das Thema in den nächsten Wahlkampf aufzunehmen, ein fünfjähriges Arbeitsverbot als „Abschreckung für Wirtschaftsflüchtlinge“ vor.
Laut Klaus Bade erfolgt bei der Ablehnung eines Asylantrags in der Asyldebatte häufig eine pauschale Gleichsetzung mit der Aufdeckung des vorsätzlichen Versuchs, unter Vorspiegelung falscher Tatsachen Sozialleistungen zu erschleichen. Diese undifferenzierte Argumentation vernachlässige jedoch, dass im Asylverfahren nicht untersucht wurde, ob der Asylbewerber verfolgt oder an Leib, Leben oder Freiheit bedroht wurde, sondern ausschließlich, ob es eine aus Sicht des Herkunftsstaates politisch motivierte, individuelle Verfolgung gab. Deshalb hätten Asylanträge von Flüchtlingen aus Bürgerkriegsländern keine Aussicht auf Erfolg gehabt. Bei dieser sehr großen Personengruppe abgelehnter Asylbewerber handelte es sich offensichtlich nicht um Wirtschaftsflüchtlinge. Nach einer Änderung des Asylverfahrensgesetzes 1987 sahen Gesetzgebung und Rechtsprechung selbst die Bedrohung mit Folter in der Heimat nicht mehr als beweiskräftigen Grund für die Gewährung von Asyl an. So entschied das Bundesverwaltungsgericht, dass Folter in der Türkei als „übliches Mittel“ zur Einhaltung der staatlichen Ordnung und als „nicht asylrelevant“ zu bewerteten sei. Neben vielen anderen warnte der Präsident des Bundesverwaltungsgerichts, Everhardt Franßen, im Februar 1992 davor, bei abgelehnten Asylanträgen pauschal von einem Missbrauch des Asylrechts zu sprechen.
Das 1993 verabschiedete Asylbewerberleistungsgesetz hatte zum Ziel, „den Zustrom von Flüchtlingen nach Deutschland zu minimieren und den sogenannten Asylmissbrauch zu verhindern“. Deutschland war zu diesem Zeitpunkt aufgrund seiner geografischen Lage, seines wirtschaftlichen Wohlstandes und des im Grundgesetz verankerten Asylrechts „einem ständig stärker werdenden Zuwanderungsdruck unter Mißbrauch des Asylrechts ausgesetzt“. Die Neufassung des Asylrechts war vor dem Hintergrund des starken Anstiegs der Asylbewerber auf circa 440.000 Personen im Jahr 1992 notwendig geworden. Durch die Neufassung des Art. 16a wurde die Inanspruchnahme des weiterhin grundsätzlich gewährten Asylrechts stark eingeschränkt und nach Auffassung von Kritikern weitgehend unmöglich. Nach Ansicht des Bundesamtes für Migration und Flüchtlinge hingegen stellte der Asylkompromiss sicher, auch zukünftig Schutz „für wirklich politisch verfolgte Ausländer“ zu bieten. Für die Bundestagswahl 1994 verabschiedeten die Unionsparteien ein Wahlprogramm mit dem Vorhaben, Ausländerkriminalität und illegale Zuwanderung zu bekämpfen, die überwiegend mit Verstößen gegen das Asylrecht in Verbindung gebracht wurden.

### Bericht derUnabhängigen Kommission Zuwanderungdes deutschen Innenministeriums
Die vom deutschen Bundesministerium des Innern im Jahr 2000 eingesetzte Unabhängige Kommission Zuwanderung bezeichnete in ihrem Abschlussbericht den Begriff Asylmissbrauch als „ethisch begründetes Negativurteil“. Der Begriff sei mehrdeutig und gleichermaßen dazu geeignet, Asylbewerber, die nicht als politisch Verfolgte anerkannt wurden, abzuwerten, oder „bestimmte missbilligenswerte Verhaltensweisen“ von Asylbewerbern zutreffend zu charakterisieren. Die Kommission kam zum Schluss, dass der Begriff in der „öffentlichen und veröffentlichten Meinung sehr verbreitet, und – richtig gebraucht – auf eine durchaus existierende Problematik hinweist“. Ein undifferenzierter Gebrauch hingegen mache die Vokabel zum „inhaltsleeren ‚Kampfbegriff‘, der denen nützt, die sich tatsächlich missbräuchlich verhalten“. Entscheidend sei der differenzierte Gebrauch des Ausdrucks.
Abgelehnte Asylanträge dürften nicht notwendig als Kennzeichen von Asylmissbrauch gewertet werden, da Asylsuchende durchaus in gutem Glauben davon ausgehen könnten, asylberechtigt zu sein, obwohl dies im späteren Verfahren abschlägig entschieden wird. Insbesondere handle auch nicht per se missbräuchlich, wer „ein Asylverfahren betreibt, um sich und seine Familie aus wirtschaftlicher Armut zu befreien“.
Die Kommission bezog sich im Wesentlichen auf das Asylverfahrensgesetz und definierte tatsächlichen Missbrauch des Asylrechts anhand folgender Kategorien:

„Es handelt sich um Fälle, in denen ein unberechtigter Aufenthalt dadurch angestrebt bzw. gesichert werden soll, dass
- die Rechts- und Verfahrensgarantien des Asyl- und Ausländerrechts hierzu zweckentfremdet werden bzw.
- der Ausreisepflicht nicht nachgekommen und eine Abschiebung durch die Antragsteller selbst vereitelt wird.“

Auch, wer einreist ohne verfolgt worden zu sein und sich „erst in Deutschland allein deshalb exilpolitisch betätigt, um mittels einer bewusst herbeigeführten Verfolgungsgefahr ein Abschiebungshindernis zu erzwingen“, handle demnach missbräuchlich. Die Vernichtung von Passdokumenten zur Identitätsverschleierung, Vortäuschung von Krankheiten und das Stellen von Folgeanträgen allein zum Zwecke der Aufenthaltsverlängerung werden als Asylmissbrauch bewertet.

### Debatte 2012
Im Oktober 2012 warnten Bundesinnenminister Hans-Peter Friedrich (CSU) und der hessische Innenminister Boris Rhein (CDU) vor „Asylmissbrauch“ durch serbische und mazedonische Antragsteller, insbesondere Roma, und forderten die Wiedereinführung der 2009 aufgehobenen Visumspflicht für Angehörige dieser Staaten. Asylanträge aus beiden Ländern waren seitdem sprunghaft angestiegen. Die Anerkennungsquote lag im September 2012 bei null Prozent.
In einer gemeinsamen Erklärung reagierten Roma-Verbände und Flüchtlingsorganisationen wie Pro Asyl im Oktober 2012 auf den pauschalen Vorwurf des „Asylmissbrauchs“ gegenüber den Asylsuchenden. Roma und andere Minderheiten würden in Serbien und Mazedonien massiv diskriminiert.
In einer Infobroschüre „Das deutsche Asylverfahren – ausführlich erklärt“ begründet das Bundesamt für Migration und Flüchtlinge (BAMF) die Asylrechtsänderung 1993: „Das damals kontinuierlich steigende Asylbewerberaufkommen gipfelte im Jahr 1992 in über 400.000 Asylbewerbern, von denen der weitaus größte Anteil den Zuzug in die deutschen Sozialsysteme beabsichtigte.“ Auf eine Nachfrage des „Migazin“, welche Daten diese Aussage denn stützten, äußerte ein Mitarbeiter der zuständigen BAMF-Abteilung, das wisse er auch nicht. Die Linke im Bundestag wies darauf hin, dass die amtliche Statistik vor 20 Jahren das zerfallende Jugoslawien als Hauptherkunftsland der Flüchtlinge auswies, und Flucht vor Bürgerkriegen damals kein in Deutschland anerkannter Fluchtgrund war. Pro Asyl bezeichnete die Zahl 400.000 der Einschätzung der Organisation als deutlich zu hoch, da die Statistik damals zwischen Erstanträgen und Asylfolgeanträgen nicht unterschieden habe, und geht für 1992 von tatsächlich nur 270.000 bis 280.000 asylsuchenden Flüchtlingen (Erstanträgen) aus.

## Politischer Diskurs in Österreich
In Österreich wurde der Begriff Asylmissbrauch von Seiten der FPÖ, der ÖVP und der SPÖ in der politischen Rhetorik benutzt. Bei der Bildung der Koalitionsregierung Schüssel I im Jahr 2000 formulierten ÖVP und FPÖ in ihrem Regierungsprogramm unter anderem als Ziel die „Schaffung von europäischen Grundlagen zur Vermeidung des Asylmissbrauchs (EURODAC)“. Bei der Beschlussfassung zum Asylgesetz 2003 begründete die ÖVP Verschärfungen wie die Einschränkung von Berufungsrechten damit, dass „Asylmissbrauch verhindert“ werden soll.
Das BZÖ veröffentlichte 2007 ein Plakat, auf dem unter der Überschrift „Wir säubern Graz!“ zwei Straßenfeger vor dem Rathaus der Stadt abgebildet waren, die vier Müllberge beseitigten: „Asylmissbrauch“, „Ausländerkriminalität“, „Bettlerunwesen“ und „Parteienfilz“. Die Partei nutzte dabei nationalsozialistische Motive und Symbolik. Ein Ergebnis des rechten Diskurses in öffentlichen Debatten ist, dass Asyl zunehmend mit „Missbrauch“ assoziiert wird und eine negative Bedeutung angenommen hat.

## Rechtliche Dimension des Begriffs (Deutschland)

### Deutsches Grundgesetz
Art. 18 des Grundgesetzes erklärt, dass ein Missbrauch des Asylrechts „zum Kampfe gegen die freiheitliche demokratische Grundordnung“ zu seiner Verwirkung führe. Eine solche Verwirkung wurde bislang durch das Bundesverfassungsgericht noch nicht ausgesprochen.

### Asylgesetz
§ 84 Asylgesetz (AsylG) (Bezeichnung bis 23. Oktober 2015: AsylVfG) stellt die Verleitung zur missbräuchlichen Asylantragstellung unter Strafe. Missbräuchlich ist es danach, unrichtige oder unvollständige Angaben zu machen, um eine Anerkennung als Asylberechtigter oder die Zuerkennung internationalen Schutzes zu ermöglichen. Die Strafandrohung gilt jedoch ausdrücklich nicht für den Antragsteller.